# Сёзен, Эдибе
Эдибе Сёзен (Эдибе Сёзен Явуз, род. 1 января 1961 г.) — турецкий социолог и политик.

## Биография
Родилась 1 января 1961 года в Сивасе в семье Догана Сёзена и его жены Невзаде, Эдибе Сёзен является внучатой племянницей Нуреттина Сёзена — турецкого политика, который являлся членом республиканской народной партии, и занимал должность мэра Стамбула.
В 1982 году Эдибе Сёзен окончила университет Мармара со степенью бакалавра. Затем она получила степени магистра и доктора философии в Стамбульском университете. Завершила своё обучение Сёзен в Висконсинском университете в Мадисоне.
С 1994 года преподавала социологию в Стамбульском университете. Также Эдибе Сёзен преподавала в США в университетах Юты, Аризоны и Чикаго, и в немецком Кёльне. Занимала должность вице-декана в Стамбульском университете.
Опубликовала восемь книг.
В 2006 году Эдибе Сёзен оставила преподавательскую карьеру и занялась политикой. Она вступила в партию справедливости и развития.
В 2007 году была избрана членом Великого национального собрания от ила Стамбул.
В 2008 году Сёзен внесла закон о защите молодёжи. Согласно этому закону, несовершеннолетним запрещалось входить в рестораны после 22:00, ночные клубы должны были закрываться в полночь, во всех школах предполагалось создать места для молитв, также должен был вестись учёт всех покупателей порнографических журналов. Когда сообщения об этом законе попали в прессу, он подвергся широкой критике. Сёзен заявила, что этот закон был разработан на основе аналогичных законов, существующих в законодательстве Германии, и принятие этого закона это попытка привести Турцию к европейским стандартам. Конституционный Суд Турции заявил, что закон является угрозой секуляризму и заявил, что может лишить партию справедливости и развития государственного финансирования. После того, как председатель партии справедливости и развития Реджеп Эрдоган подверг закон критике, а ряд других лидеров партии дистанцировались от этого закона, Сёзен заявила, что закон о защите молодёжи не будет вноситься в парламент.
В 2012 году была на партийном конгрессе была избрана в ЦК партии.
В 2014 году Сёзен баллотировалась на пост главы Малтепе, но проиграла выборы сопернику из республиканской народной партии.